# Pura, Tarlac
Pura là một đô thị hạng 5 ở tỉnh Tarlac, Philippines. Theo điều tra dân số năm 2000, đô thị này có dân số 21.081 người trong 4.600 hộ.

## Các đơn vị hành chính
Pura được chia thành 16 barangay.
| - Balite - Buenavista - Cadanglaan - Estipona - Linao - Maasin - Matindeg - Maungib | - Naya - Nilasin 1st - Nilasin 2nd - Poblacion 1 - Poblacion 2 - Poblacion 3 - Poroc - Singat |